# Orphulina
Orphulina är ett släkte av insekter. Orphulina ingår i familjen gräshoppor.
Kladogram enligt Catalogue of Life:
| Orphulina | \| \| Orphulina balloui \| \| \| \| \| \| Orphulina pulchella \| \| \| \| |
|           | \| \| Orphulina balloui \| \| \| \| \| \| Orphulina pulchella \| \| \| \| |
|           | Orphulina balloui                                                         |
|           |                                                                           |
|           | Orphulina pulchella                                                       |
|           |                                                                           |